# 徳川美術館

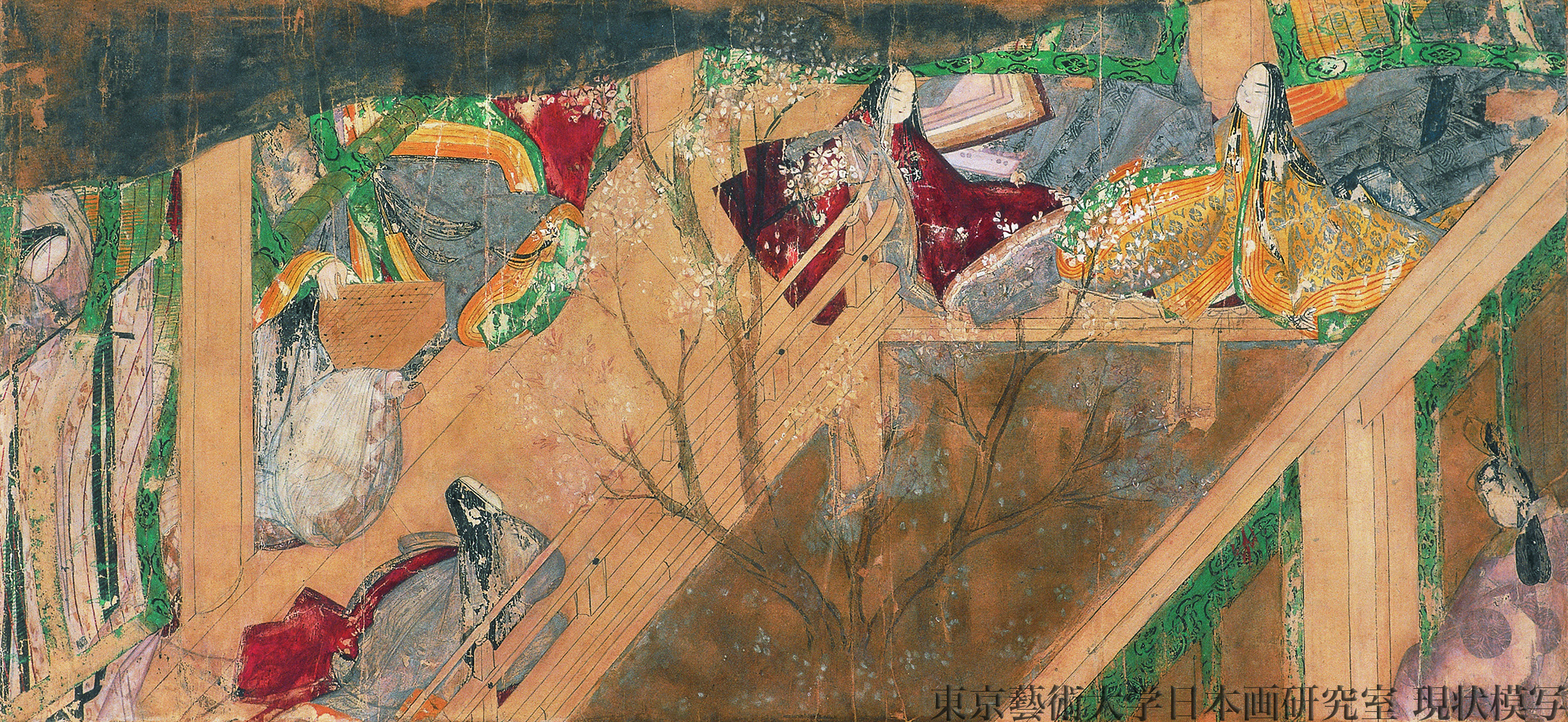
源氏物語絵巻 竹河二

徳川美術館（とくがわびじゅつかん）は、愛知県名古屋市東区徳川町の徳川園に隣接する、公益財団法人 徳川黎明会が運営する私立美術館。1935年に開設された。収蔵品は駿府御分物（徳川家康の遺品）など尾張徳川家伝来の大名道具や他の大名家の売立てでの購入品、名古屋の豪商らからの寄贈品など。2019年現在で、国宝9件、重要文化財59件を収蔵する。国宝・源氏物語絵巻のほか、西行物語絵巻、豊国祭礼図屏風、「初音の調度」などの所蔵品で知られる。

## 沿革

### 前史・尾張徳川家の什宝
1910年（明治43年）は「名古屋開府300年」にあたり、祝賀行事の一環として、尾張徳川家は同年4月9日から3日間、名古屋で、初代・義直ゆかりの品を中心とした什器の展覧会を開催し、また同年3月-6月に名古屋市門前町の愛知県商品陳列館で開催された新古美術展覧会に書画や器物を出品した。それ以降、尾張徳川家の什宝は『国華』誌でたびたび取り上げられるようになった。
1912年（明治45年）4月には、東京帝国大学・京都帝国大学の文科大学の教授・講師が名古屋・大曽根邸を訪問して什宝を観覧、同行した国華社が什宝の写真を撮影し、同年5月18日に東京帝国大学文科大学の集会所でこの写真の展示会が行なわれ、反響を呼んだ。
また1915年5月29日には、東京帝国大学の山上御殿で源氏物語絵巻3巻など尾張徳川家所蔵の絵巻物6点の展覧が行なわれ、約700人が観覧に訪れた。
こうして什宝の展覧会がたびたび話題を呼んだことで、尾張徳川家第19代当主・義親は、什宝の保存や公開の必要性を感じるようになり、美術館の設立を構想したとみられている。
1910年代後半に尾張徳川家は拠点を名古屋から東京に移して、名古屋の土地家屋を処分、拠点・事業の整理・縮小を進め、名古屋における同家の拠点は大曽根の別邸に集約されることになった。同家御相談人の片桐助作は、1910年から1915年にかけて未鑑定品を中心に同家の什宝の整理を進めた。
1920年1月12日に義親は新聞を通じて大曽根邸の敷地に尾張徳川家の宝物を公開する博物館を設立する構想を発表。予算は50-100万円で、収蔵点数は約1万点、刀剣が多いと見積もられていた。1921年には、片桐の整理の結果を基に、重複品・不要品とされた什宝（全体の10-15％）が競売に出され、売上総額約57万円は博物館の設立準備金として運用された。

### 美術館の開設
1929年に鈴木信吉が尾張徳川家の家令となると、博物館構想は急速に具体化し、1931年12月、財団法人尾張徳川黎明会が設立され、尾張徳川家伝来の什宝・書籍類のほとんどが同財団に寄付された。1932年9月には大曽根で美術館建設が着工した。
義親は、1933年に、蜂須賀正氏の「豊国祭礼図屏風」、紀伊徳川家の徳川頼貞の「清正公兜」など、他の華族が経済的に逼迫して競売に出した家宝を落札、1935年には近衛文麿から「侍中群要」を交換で入手するなどして、開館準備を進めた。また義親は、源氏物語絵巻の一般公開に際して、長年絵巻の開巻を繰り返したことにより劣化が進んでいたため、田中親美に絵巻を切断させた。
1935年に美術館の建物が竣工し、同年11月10日に一般公開を開始。当時の入場料は1人10銭。

## 建物
徳川美術館本館と南収蔵庫の建物は、吉本与志雄の設計により1935年に竣工した帝冠様式（和風の屋根や外観をもった洋式建築）のデザインの建物で、造形の規範となっているものとしてそれ自体が1997年6月12日に国の登録有形文化財（建造物）に登録されている。
また、2014年10月7日には美術館の敷地内に建つ、心空庵及び餘芳軒、餘芳軒東屋、山の茶屋の3件が造形の規範となっているものとして国の登録有形文化財（建造物）に登録されている。

## 主な収蔵品
収蔵品は駿府御分物（徳川家康の遺品）など尾張徳川家伝来の大名道具や徳川将軍家や一橋徳川家、蜂須賀家など他の大名家の売立てでの購入品、名古屋の豪商であった岡谷家や大脇家、高松家をはじめとする篤志家らからの寄贈品など。2023年現在で、国宝9件、重要文化財59件、重要美術品46件を収蔵し。総収蔵点数は、1万3千件にのぼる。国宝・源氏物語絵巻のほか、西行物語絵巻、豊国祭礼図屏風、「初音の調度」などの所蔵品で知られる。
なお、本美術館所蔵の国宝・重要文化財の所有者は公益財団法人 徳川黎明会（法人所在地は東京都豊島区）とされているため、統計上は美術館所在地の愛知県ではなく、法人所在地の東京都の文化財としてカウントされており、美術館の建物は名古屋市の文化財としてカウントされている。

### 千代姫所用の婚礼調度
3代将軍徳川家光の長女千代姫が数え年3歳で尾張家2代藩主徳川光友に嫁いだ際の婚礼調度類。『源氏物語』の「初音」「胡蝶」の巻にちなんだ蒔絵を施した、棚、化粧道具、文房具、香道具などの一揃いである。室町時代以来、代々皇室、将軍、大名などの調度を手がけてきた蒔絵師・幸阿弥家（足利義政の近習・土岐四郎左衛門道長が義政の命で蒔絵を習得し、蒔絵師となった一族）の10代長重が、千代姫の誕生した寛永14年（1637年）から3年をかけて制作したものであることが知られ、当代最高の蒔絵師が、あらゆる技法を駆使して制作した名品である。

### 国宝
- 紙本著色源氏物語絵巻 15巻（絵15段、詞16段）[34][注 6]
- 婚礼調度類（徳川光友夫人千代姫所用）（明細は後出）
  - 初音蒔絵調度 47種
  - 胡蝶蒔絵調度 10種
  - 蒔絵香箱 5合
  - 蒔絵伽羅割道具 一対
  - 長持 2棹
  - 長袴 2腰
  - 長刀 中身共 一対
  - 糸巻太刀 中身、袋共 1口
  - 脇指拵 1口
  - （以下、附指定）
  - 油箪 2枚
  - 文箱袋 11口
  - 詰物 4本
  - 霊仙院道具目録 1巻
  - 建中寺霊仙院道具目録 3冊
- 太刀 銘国宗
- 太刀 銘来孫太郎作（花押）正応五□辰八月十三日
- 太刀 銘光忠
- 太刀 銘長光（名物津田遠江長光）
- 太刀 銘正恒
- 太刀 銘国行
- 短刀 銘吉光（名物後藤藤四郎）
- 短刀 無銘正宗（名物庖丁正宗）

#### 国宝源氏物語絵巻より

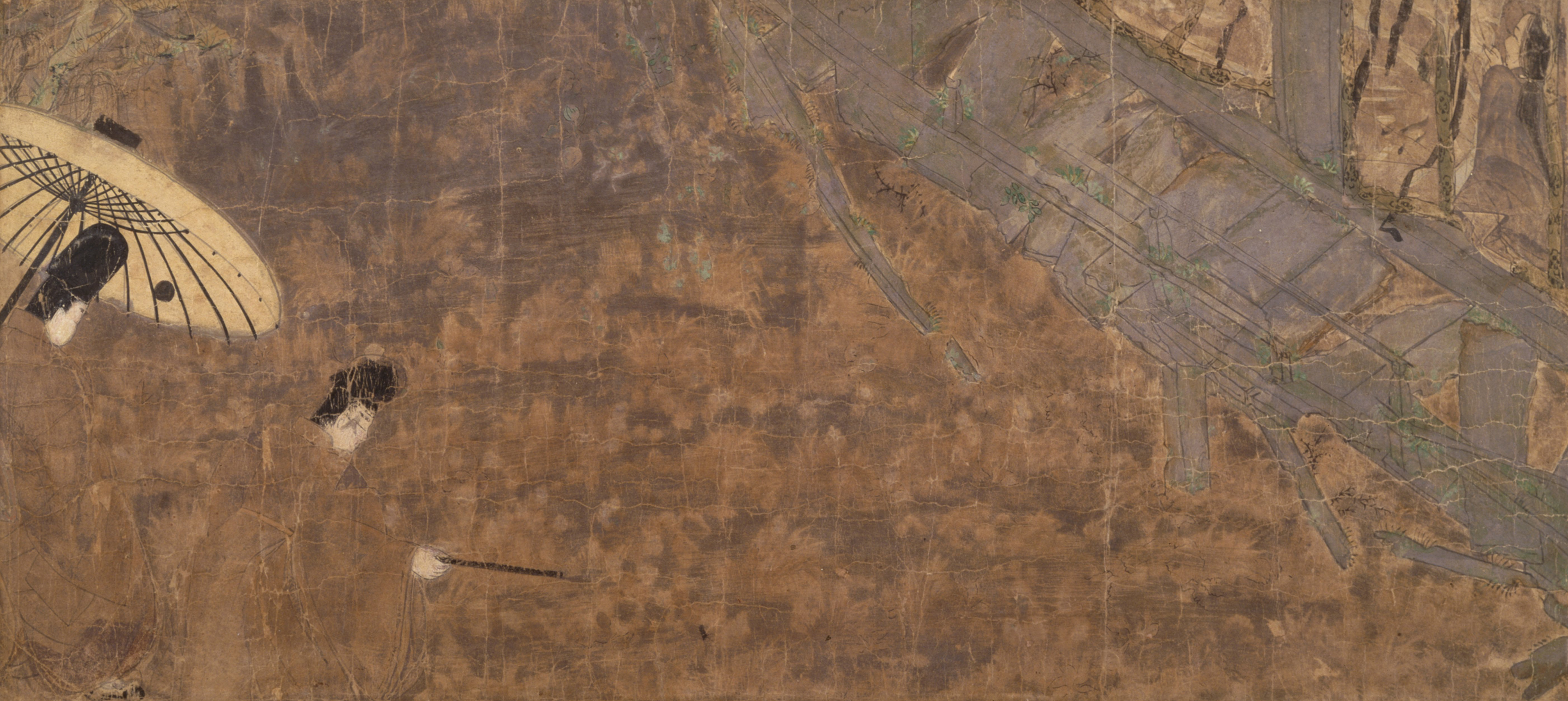
蓬生
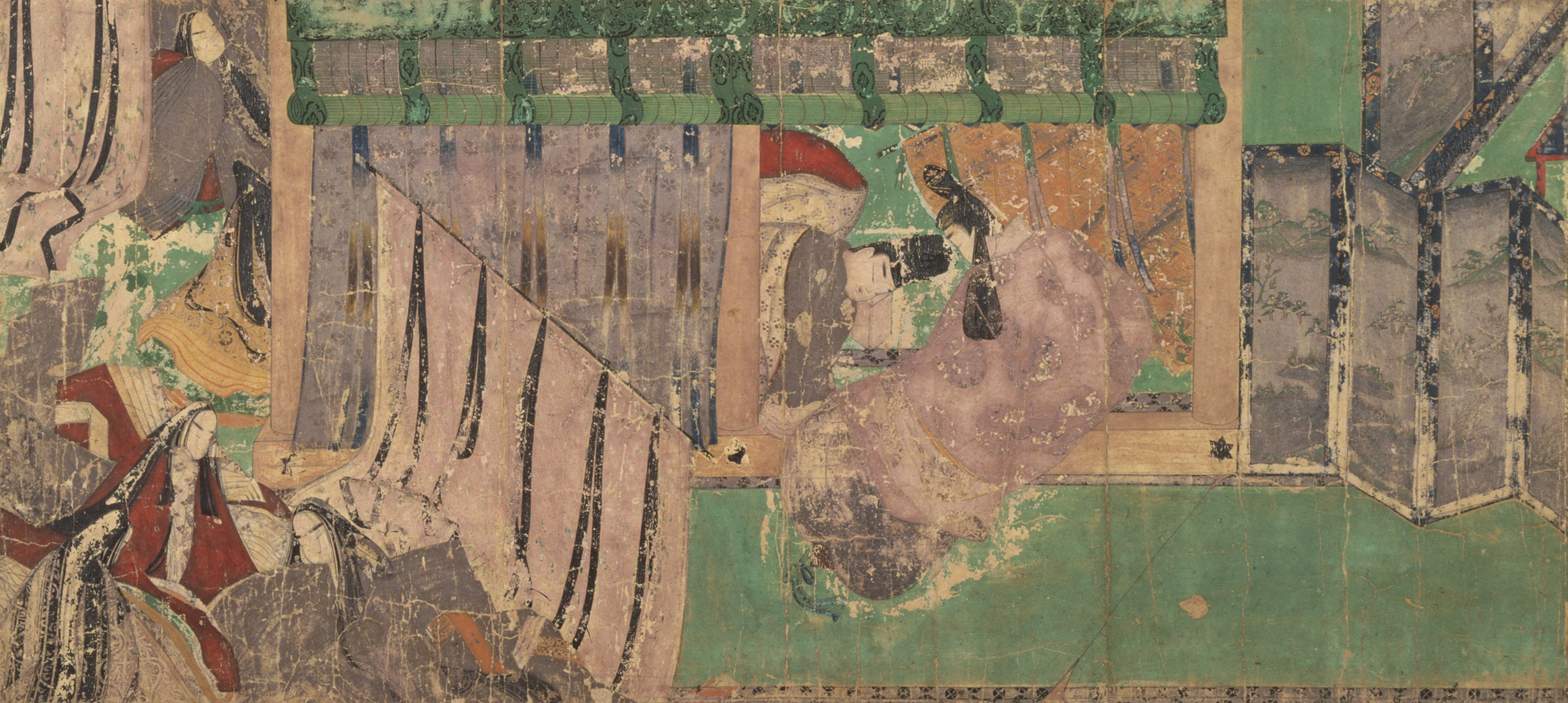
柏木二
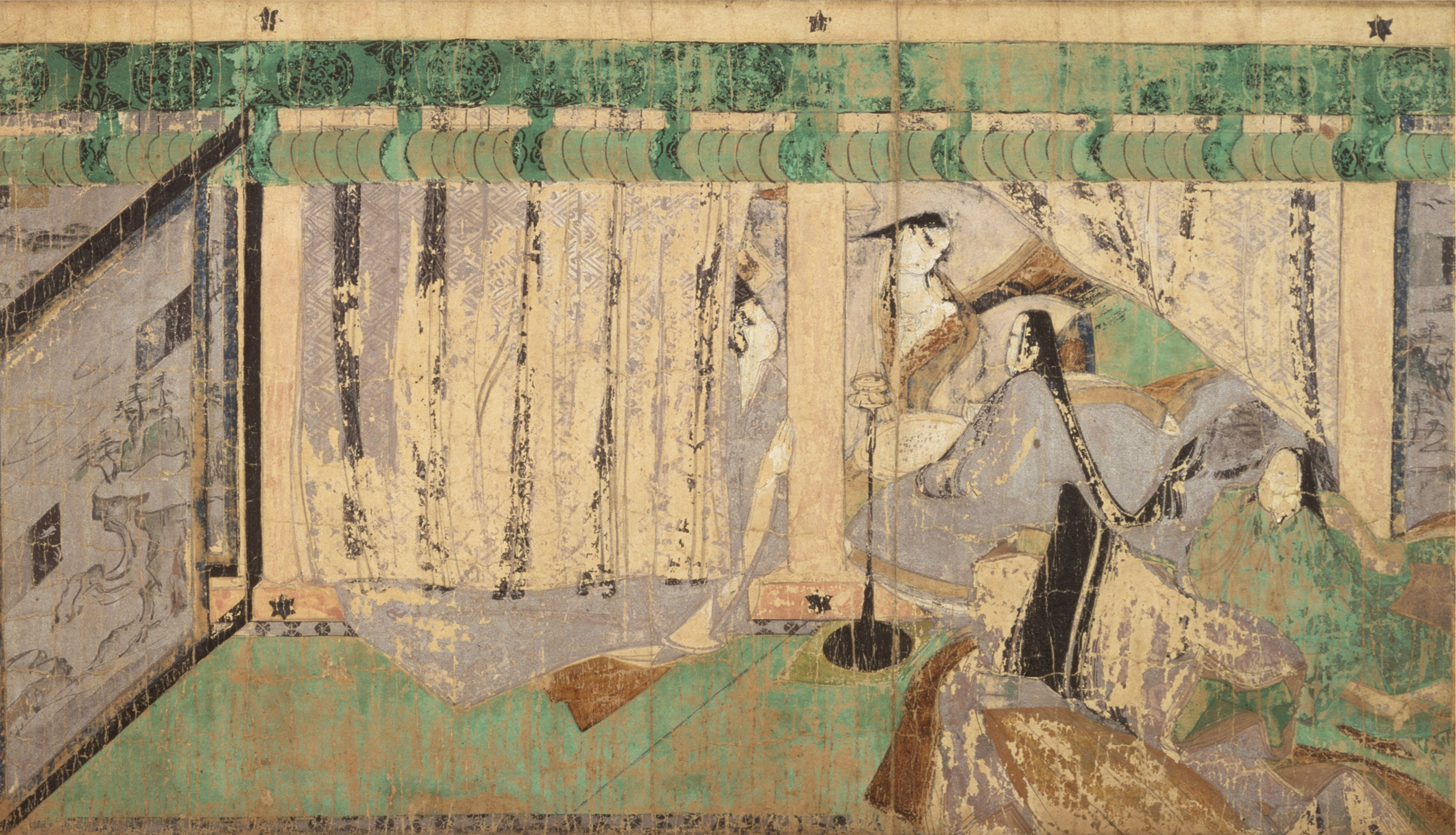
横笛
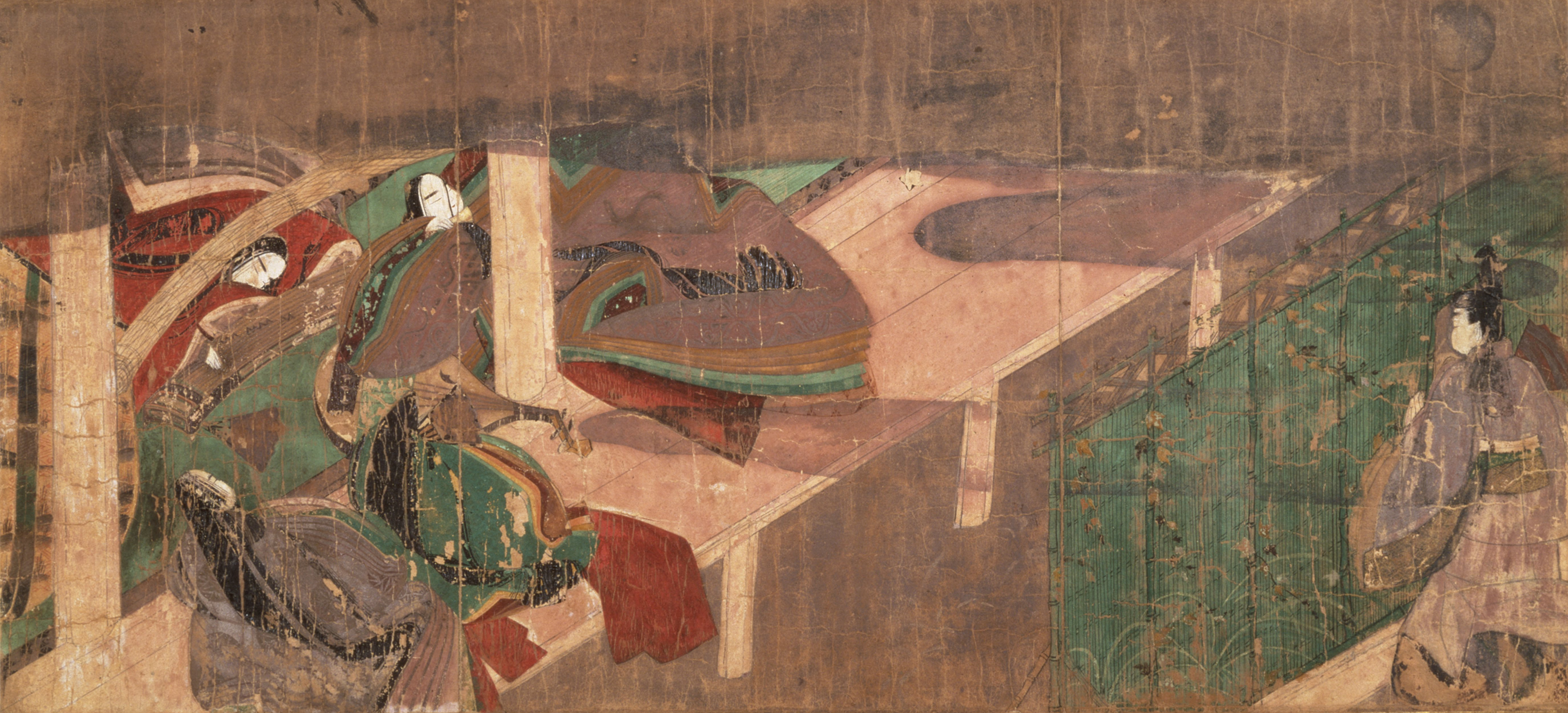
橋姫
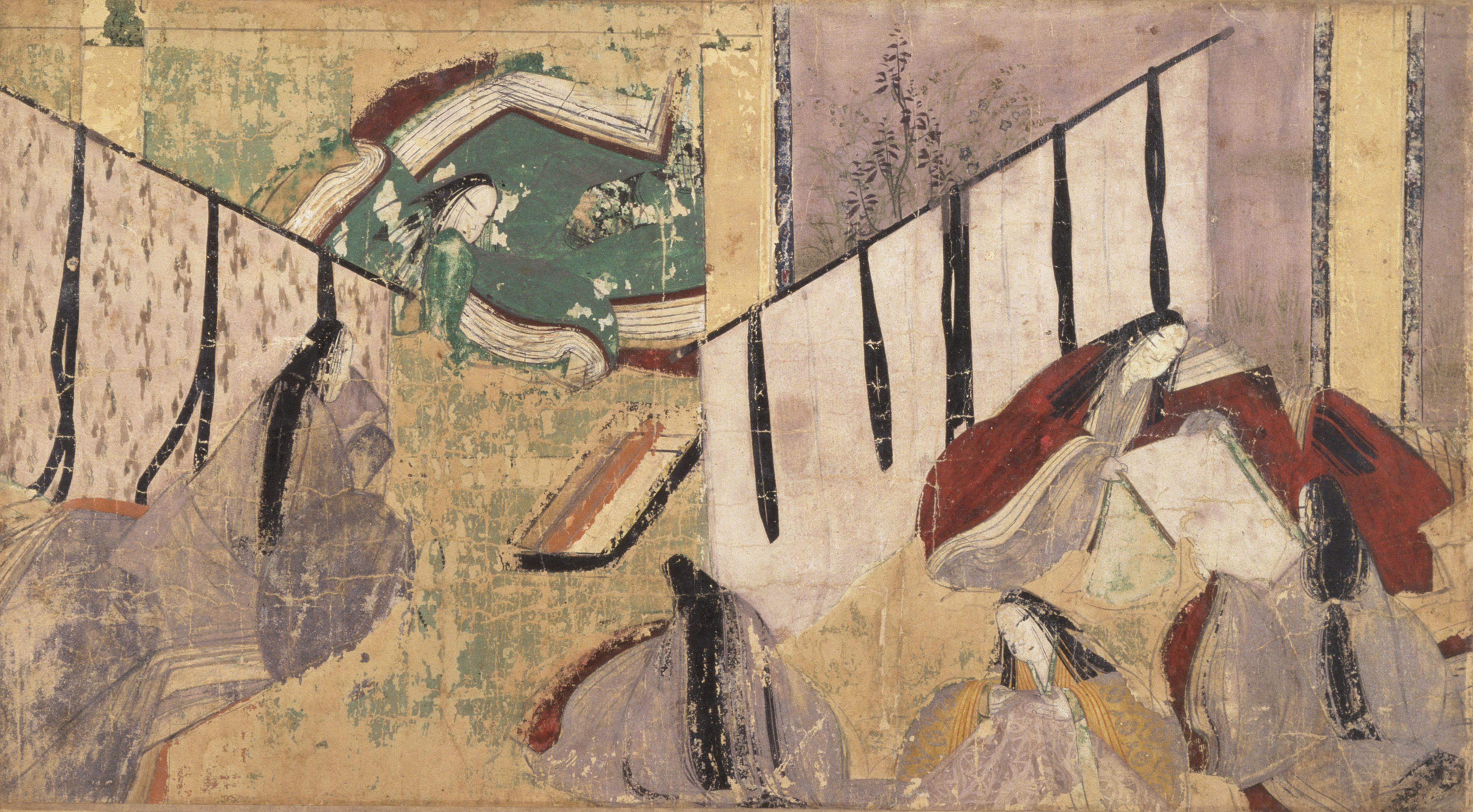
早蕨
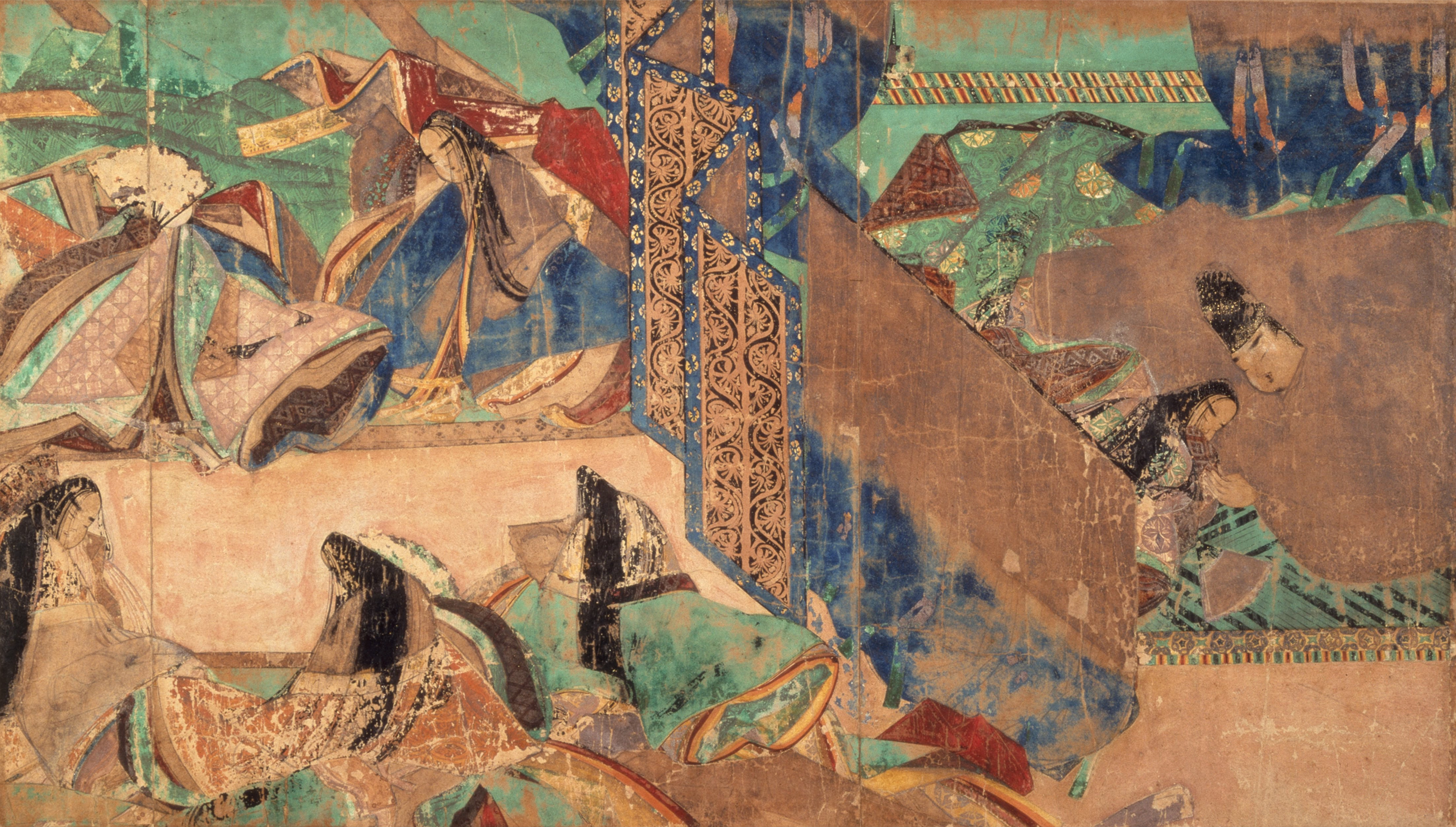
宿木二
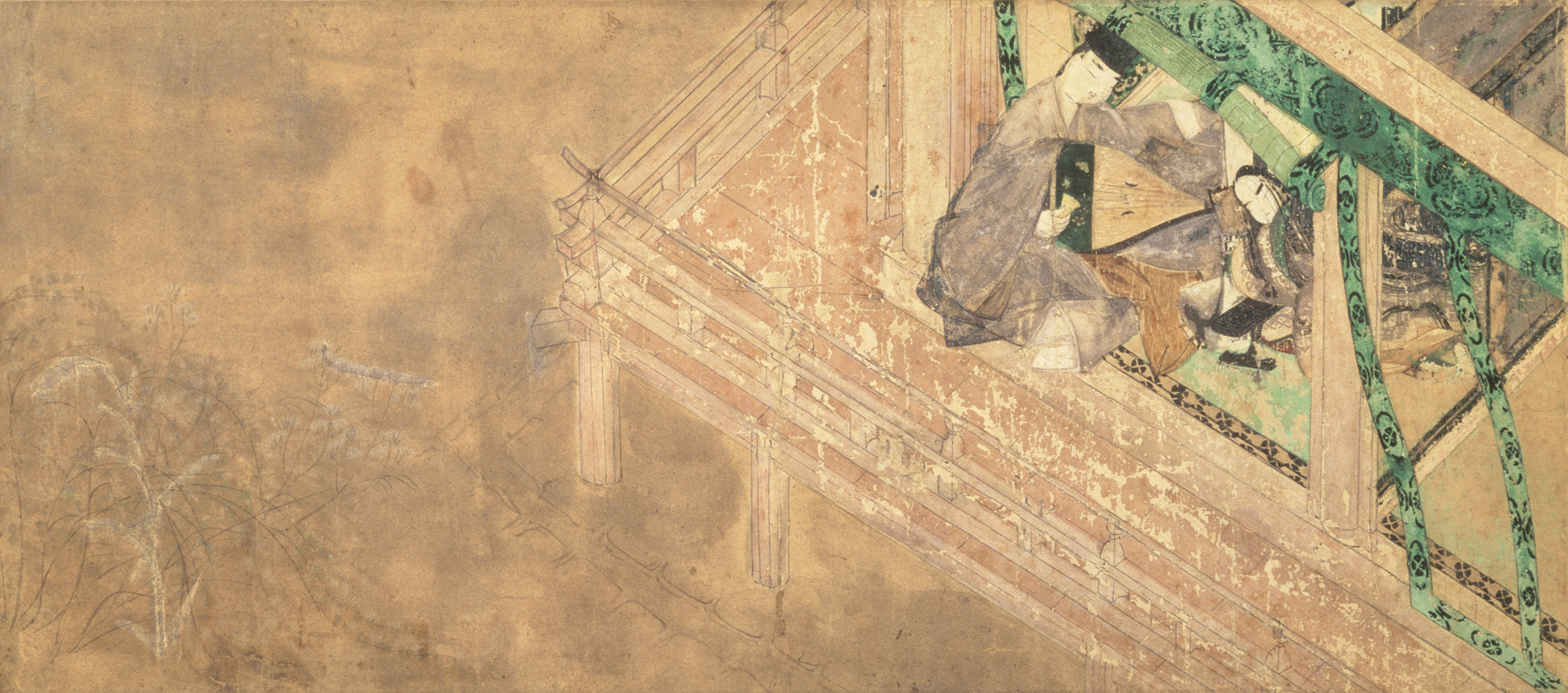
宿木三
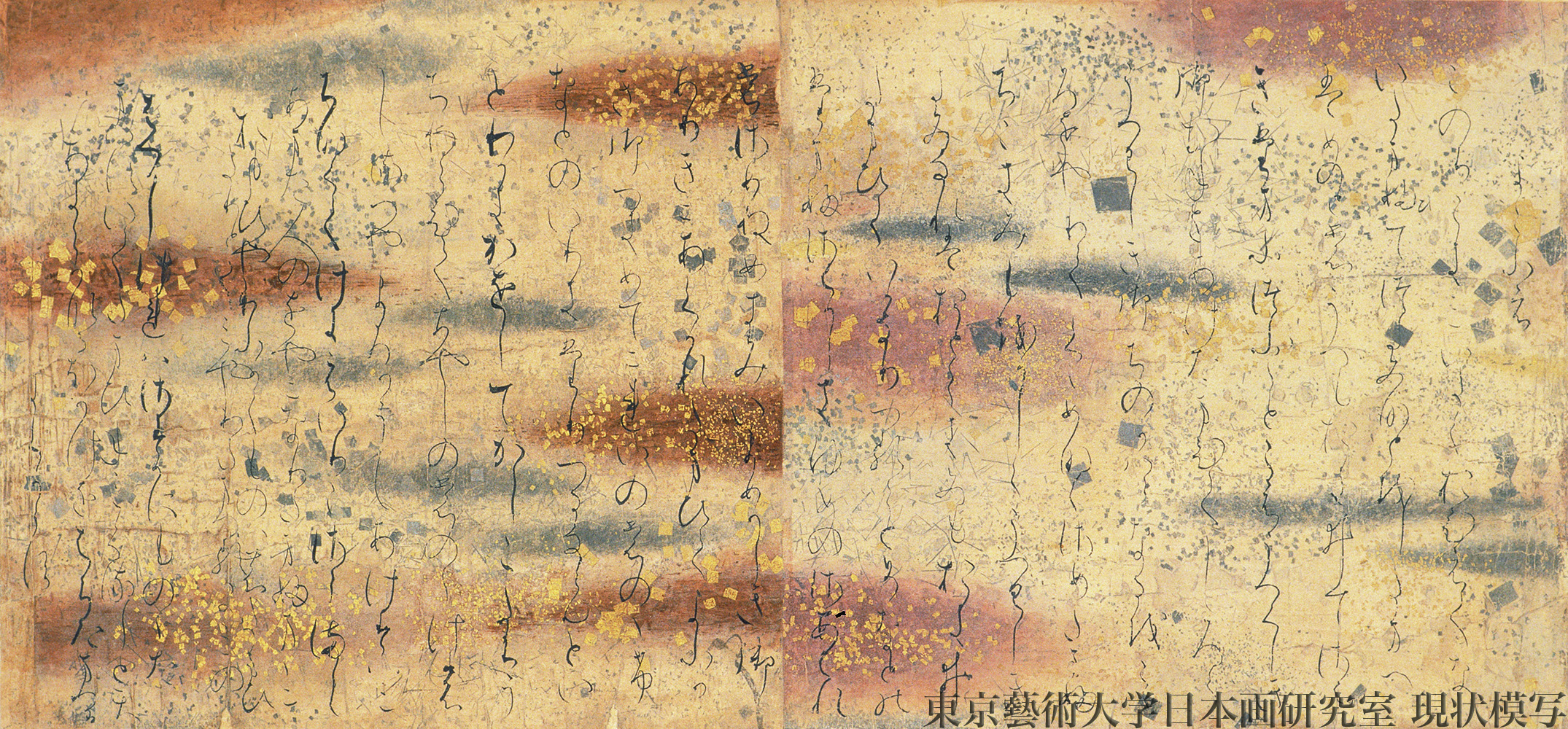
横笛 詞書

### 重要文化財

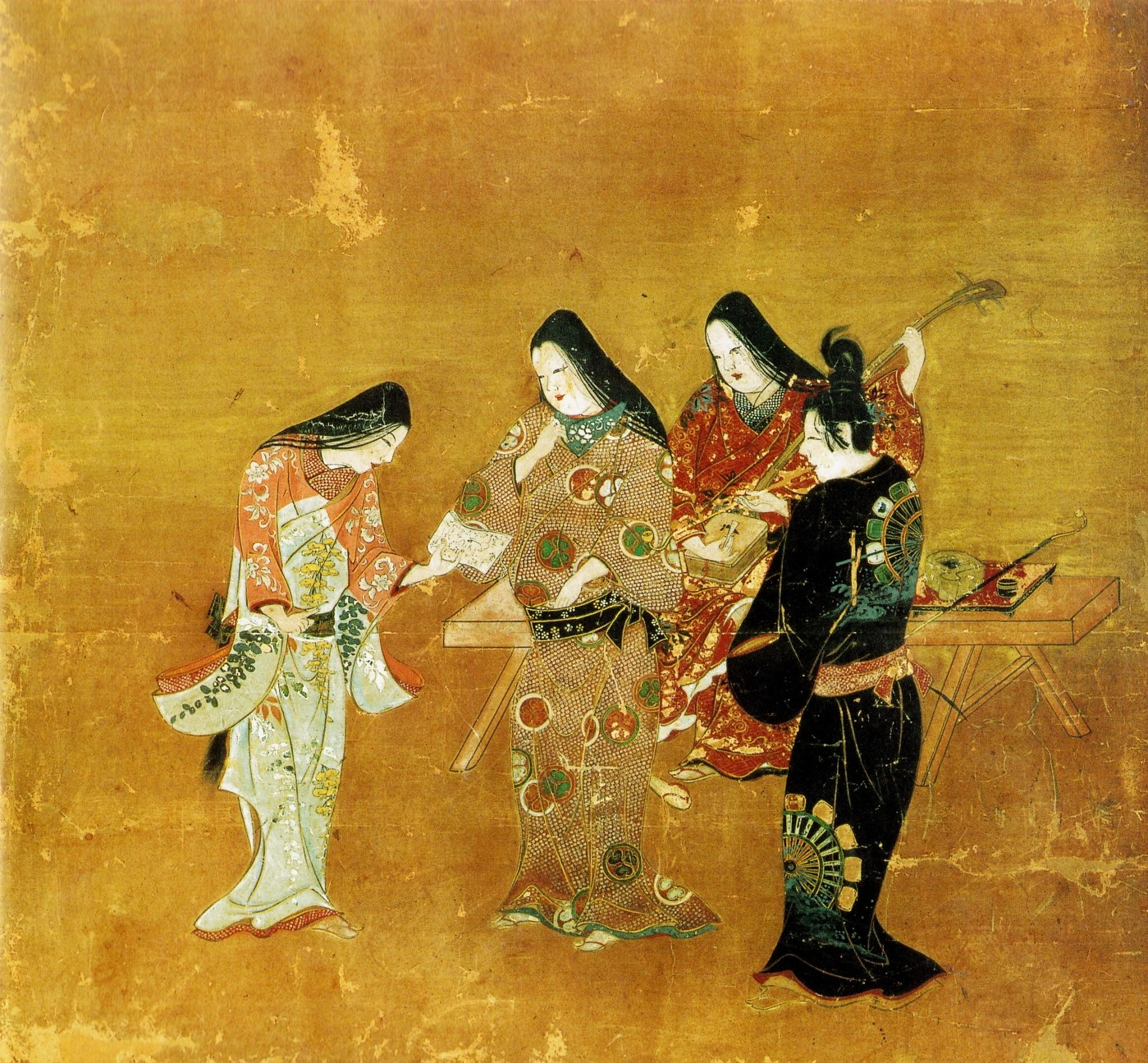
風俗図屏風（伝・本多平八郎姿絵、部分図）重要文化財

#### 垂迹画
- 石清水八幡宮縁起絵（伝大山崎離宮八幡利益図）絹本著色

#### 大和絵、絵巻
- はいすみ物語絵巻 紙本著色
- はつきの物語絵巻 紙本著色 12面（絵6面詞6面）
- 西行物語絵巻 紙本著色
- 天皇摂関影図 紙本著色 2巻
- 破来頓等絵巻[注 7] 紙本著色
- 源氏物語絵（浮舟・蜻蛉巻残巻）紙本白描

#### 水墨画
- 寒山拾得図 紙本墨画 松谿筆

#### 近世絵画
- 四季草花図（百花百草図） 田中訥言（とつげん）筆 紙本金地著色 六曲屏風一双
- 風俗図 （伝本多平八郎姿絵） 紙本金地著色 二曲屏風一隻
- 豊国祭礼図 伝岩佐又兵衛筆 紙本金地著色 六曲屏風一双
- 遊楽図（相応寺屏風） 紙本金地著色 八曲屏風一双
- 歌舞伎草紙（歌舞伎図巻） 紙本著色 2巻[35]

#### 渡来画
- 柳燕図 絹本墨画
- 竜図 絹本墨画 陳容筆
- 遠浦帰帆図 紙本墨画 玉澗筆 自賛がある
- 布袋図（1幅）・ 朝陽対月図（2幅） 紙本墨画（布袋図は伝・胡直夫筆、偃渓広聞賛。朝陽対月図は無住子筆、元貞元年の自賛）

#### 刀剣・山城国
- 太刀 菊御作
- 太刀 銘国綱
- 太刀 銘国行
- 太刀 銘来国光
- 太刀 銘来国俊 正和二二年十月廿三日□□歳七十五

#### 刀剣・備前国
- 太刀 銘光忠
- 太刀 銘備前国長船長光造
- 太刀 銘備州長船住兼光
- 太刀 銘備前国長船住守家
- 刀 銘本作長義天正十八年庚寅五月三日ニ九州日向住国広銘打／長尾新五郎平朝臣顕長所持云々（本作長義）[36]
- 刀 無銘一文字（名物 南泉一文字）
- 刀 無銘助真

#### 刀剣・相模国
- 短刀 無銘伝正宗（名物一庵正宗）
- 短刀 銘正宗（名物不動正宗）
- 刀 金象嵌銘正宗磨上 本阿弥花押（名物池田正宗）
- 刀 無銘正宗
- 短刀 無銘貞宗（名物物吉貞宗）[注 8]

#### 刀剣・その他
- 刀 折返銘備中国住次直
- 刀 無銘義弘（名物五月雨江）

※徳川美術館の刀剣コレクションのほとんどは尾張家伝来のものであるが、重要文化財の刀剣のうち、「太刀 銘国綱」と「刀 無銘義弘」の2件は1944年に徳川宗家（将軍家）から徳川美術館に譲渡されたものである。

#### 陶磁器
- 黒織部茶碗（冬枯）
- 水指（青海）備前[38]

- 白天目茶碗
- 唐物茶壺（松花）[39]

#### 染織
- 白地葵紋紫腰替辻が花染小袖[40]
- 辻が花染小袖（槍梅葵紋散小袖 1領、地紙形散葵紋小袖 1領、楓文散葵紋小袖 2領、雪持笹文散小袖 1領）
- 紫地葵紋付葵葉文様辻が花染羽織・浅葱地葵紋散文様辻が花染小袖[41]
- 刺繍阿弥陀三尊来迎図

#### その他工芸
- 長生殿蒔絵手箱
- 朱漆七宝繋沈金花鳥漆絵御供飯（うくふぁん）（琉球漆器）
- 金銀調度類 34種（明細は後出）

#### 書跡典籍
- 紫紙金字金光明最勝王経 巻第六
- 法華経　懐良親王筆
- 法華経普門品（装飾経）
- 西塔院勧学講法則（金銀泥下絵料紙）[42]
- 重之集
- 斎宮女御集（唐紙） 1帖[43]
- 藤原公経筆懐紙（詠花有歓色和歌）
- 伏見天皇宸翰和歌集　六曲屏風貼付（百二十首）
- 安元御賀日記[39]
- 虚堂智愚墨蹟 偈語 宝祐甲寅秋
- 古林清茂墨蹟 与月林道皎偈 泰定四年九月

#### 古文書
- 藤原定家自筆書状 九月廿二日

出典：2000年までに指定の国宝・重要文化財（国宝9件、重要文化財51件）については、『国宝・重要文化財大全 別巻』（所有者別総合目録・名称総索引・統計資料）（毎日新聞社、2000）、pp.92 - 93による。2001年以降の指定物件については個別に脚注を付した。

## 名品コレクション展
名品コレクション展示室には、藩主の公的生活の場であった、名古屋城二の丸御殿の一部を時代考証に基づいて復元してある。こうした展示方法により、道具類（現代の言葉でいう「美術品」「文化財」）が、床の間、茶室、能舞台といった実際の場面で、どのように飾られ、使われたのかが理解できるように工夫されている。

## 展覧会
徳川美術館（とくがわびじゅつかん）では、企画展示室（本館第7・8・9展示室）、及び隣接する蓬左文庫展示室において、年間約10回程度、様々なテーマに絞り、特別展・企画展を実施している。特別展・企画展では、国宝「源氏物語絵巻」など、常設展示では見られない貴重な展示物を鑑賞できる。
| 年度              | 展覧会                                        | テーマ                                                                  |
| ----------------- | --------------------------------------------- | ----------------------------------------------------------------------- |
| 平成26年          | 企画展示                                      | 新年を祝う                                                              |
| 平成26年          | 特別展                                        | 尾張徳川家のひな祭り                                                    |
| 平成26年          | 春季特別展                                    | 将軍からのおくりもの ～儀礼と拝領～                                     |
| 平成26年          | 企画展示                                      | ケータイ美術 ～もちあるく道具のかたちと機能～                           |
| 平成26年          | 企画展示                                      | 天下統一 ～信長から家康へ～                                             |
| 平成26年          | 秋季特別展                                    | 復古やまと絵 新たなる王朝美の世界 ～納言・一蕙・為恭・清～              |
| 平成26年          | 企画展示                                      | 装いの美 ～大名のおしゃれ～                                             |
| 平成27年          | 企画展示                                      | 年の初めのためしとして                                                  |
| 平成27年          | 特別展                                        | 尾張徳川家の雛まつり                                                    |
| 平成27年          | 徳川美術館・蓬左文庫開館80周年記念 春季特別展 | 国宝 初音の調度 ～日本一の嫁入り道具～                                  |
| 平成27年          | 企画展示                                      | 対極の美 白と黒がおりなす世界                                           |
| 平成27年          | 徳川美術館・蓬左文庫開館80周年記念 夏季特別展 | 没後400年 徳川家康 ～天下人の遺産～                                     |
| 平成27年          | 徳川美術館・蓬左文庫開館80周年記念 秋季特別展 | 茶の湯の名品                                                            |
| 平成27年          | 特別公開                                      | 国宝 源氏物語絵巻                                                       |
| 平成28年          | 企画展示                                      | 知られざる徳川美術館コレクション ～珍品・奇品・迷品～                   |
| 平成28年          | 徳川美術館・蓬左文庫開館80周年記念 特別展     | 尾張徳川家の雛まつり                                                    |
| 平成28年          | 春季特別展                                    | ぶらり浮世絵散歩 ～平木名品コレクション～                               |
| 平成28年          | 企画展                                        | ジャパンデザイン ～日本の美を求めて～                                   |
| 平成28年          | 夏季特別展                                    | 信長・秀吉・家康 ～それぞれの天下取り～                                 |
| 平成28年          | 特別展                                        | ザ・ベスト＠トクガワ                                                    |
| 平成28年          | 企画展                                        | やまと絵うるわし                                                        |
| 平成28年          | 特別公開                                      | 特別公開 国宝 源氏物語絵巻（関屋・絵合・東屋一）                        |
| 平成29年          | 企画展                                        | 美しきかな                                                              |
| 平成29年          | 特別展                                        | 尾張徳川家の雛まつり                                                    |
| 平成29年          | 特別展 全点一挙初公開                         | 日本最大の婚礼調度 ～さちぎみ様のお嫁入り～                             |
| 平成29年          | 特別公開                                      | 名品コレクション展示室 特集展示 粟田口大集合！                          |
| 平成29年          | 春季特別展                                    | 金と銀の国 ジパング ～輝きときらめきの美術～                            |
| 平成29年          | 企画展                                        | 江戸の生きもの図鑑 ～みつめる科学の眼～                                 |
| 平成29年          | 特別展                                        | 天下人の城 ～信長・秀吉・家康～                                         |
| 平成29年          | 秋季特別展                                    | 天璋院篤姫と皇女和宮                                                    |
| 平成29年          | 秋季特別展                                    | 大名家の御用アーティスト ～匠たちの技～                                 |
| 平成29年          | 企画展                                        | 新・名品展 ～新館30年のあゆみ～                                         |
| 平成29年          | 企画展                                        | もののあはれ ～物語と花鳥風月～                                         |
| 平成29年          | 特別公開                                      | 特別公開 国宝 源氏物語絵巻（柏木 ニ・東屋 ニ）                          |
| 平成30年          | 特別公開                                      | 名品コレクション展示室 特集展示 刀身彫刻の世界                          |
| 平成30年          | 企画展                                        | 奇才、我が道をゆく ～達磨・布袋・一休・・・～                           |
| 平成30年          | 特別展                                        | 尾張徳川家の雛まつり                                                    |
| 平成30年          | 企画展                                        | ひなを楽しむ ～旧家のひな飾り～                                         |
| 平成30年          | 特別公開                                      | 特別公開 千利休 泪の茶杓                                                |
| 平成30年          | 春季特別展                                    | 明治150年記念 華ひらく皇室文化 ～明治宮廷を彩る技と美～                 |
| 平成30年          | 企画展                                        | タイムスリップ1918 大正の名古屋 ～米騒動絵巻に見る100年前のモダン都市～ |
| 平成30年          | 特別展                                        | 名刀紀行 ～五箇伝巡り～                                                 |
| 平成30年          | 企画展                                        | 英雄たちの戦国合戦                                                      |
| 平成30年          | 秋季特別展                                    | もじえもじ ～文字が絵になる、絵が文字になる～                           |
| 平成30年          | 秋季特別展                                    | 尾張藩邸物語                                                            |
| 平成30年          | 特別展                                        | 源氏物語の世界 ～王朝の恋物語～                                         |
| 平成30年          | 企画展                                        | 徳川慶勝の幕末維新                                                      |
| 平成31年 令和元年 | 企画展                                        | 書は語る ～30cm のエスプリ～                                            |
| 平成31年 令和元年 | 特別展                                        | 尾張徳川家の雛まつり                                                    |
| 平成31年 令和元年 | 企画展                                        | ひなを楽しむー旧家のひな飾りー                                          |
| 平成31年 令和元年 | 特別展                                        | 徳川将軍ゆかりの名刀                                                    |
| 平成31年 令和元年 | 企画展                                        | ご即位記念 雅を伝えるー宮廷と文化—                                      |
| 平成31年 令和元年 | 企画展                                        | 裂の美                                                                  |
| 平成31年 令和元年 | 夏季特別展                                    | 合戦図ーもののふたちの勇姿を描く―                                       |
| 平成31年 令和元年 | 秋季特別展                                    | 殿さまとやきものー尾張徳川家の名品—                                     |
| 平成31年 令和元年 | 特別展                                        | 良寛さんーその人と書                                                    |
| 平成31年 令和元年 | 企画展                                        | 奏でるー楽器と調べー                                                    |
| 令和2年           | 特別展                                        | 尾張徳川家の雛まつり                                                    |
| 令和2年           | 企画展                                        | いつだってKawaii大好き                                                  |

## イメージキャラクター

### トクさん
徳川美術館館長で、尾張徳川家第22代当主の徳川義崇氏がモデル。同館公式サイトの映像に登場し、館の案内役としてデビュー。
「ミュージアムキャラクターアワード2015」（2015年7月29日～9月11日投票実施）において、「トクさん」は25,060票を獲得し1位に選ばれた。
2016年4月26日に、ニューヨークのAcademy of Interactive and Visual Artsが発表した第22回「Communicator Awards」において、simpleshow Japanが制作した「トクさん」が登場する徳川美術館の解説動画が、2部門で銀賞を受賞した。

### 松井玲奈
2015年度に、女優で元SKE48の松井玲奈が徳川美術館・蓬左文庫の開館80周年ビジュアルキャラクターに起用された。

## 交通手段
徳川美術館　交通アクセス
- JR中央本線・名鉄瀬戸線・名古屋市営地下鉄名城線 大曽根駅下車、徒歩10分～15分。または大曽根の西駅前広場の3番乗り場から（名古屋市営バス栄15号系統）栄行き（1時間1本)に、または（名古屋市営バス東巡回）茶屋ヶ坂行き（1時間に1本）で、徳川園北停留所下車、徒歩5分。
  - 名鉄瀬戸線でアクセスする場合、隣の森下駅が最寄りであるが、普通列車のみの停車であることから徳川美術館の公式ホームページでは大曽根駅から徒歩と案内している。
  - 地下鉄名城線からの場合3番出口、JR中央本線からの場合南口がそれぞれ近い。
- 基幹バス（名古屋市営バス基幹2号系統・名鉄バス）の徳川園新出来停留所下車、徒歩5分。

- メーグル（なごや観光ルートバス）徳川園下車[54]。但し、徳川園→名古屋駅へは最終便を除いて1時間近くかかるので、名古屋駅に直行する場合は上記の基幹バスの方が便利。